# Paulette Goddard

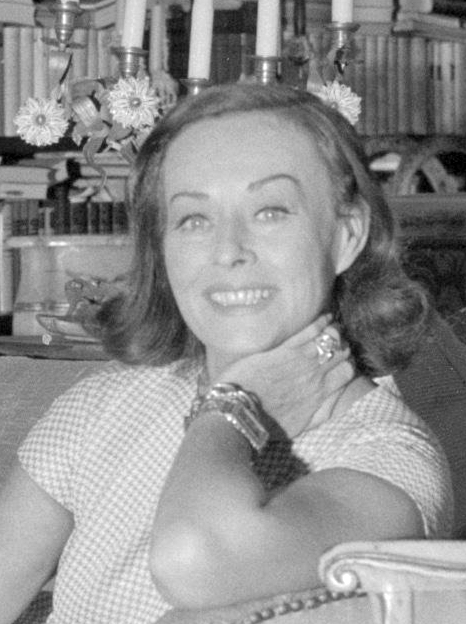
Paulette Goddard, 1961

Paulette Goddard (* 3. Juni 1910 in Whitestone Landing, New York; † 23. April 1990 in Ronco sopra Ascona, Schweiz; eigentlich Pauline Marion Levy) war eine US-amerikanische Schauspielerin, die unter anderem mit Charlie Chaplin und Erich Maria Remarque verheiratet war. In Chaplins Filmen Moderne Zeiten und Der große Diktator spielte sie die weibliche Hauptrolle. In den 1940er Jahren wurde sie bei Paramount Pictures zum Star und erhielt für Mutige Frauen eine Oscar-Nominierung als beste Nebendarstellerin.

## Leben

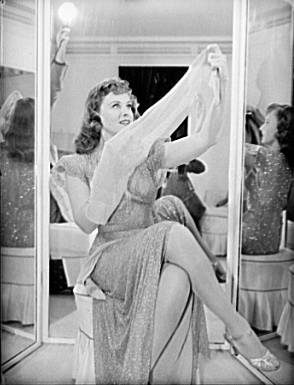
Paulette Goddard, 1941

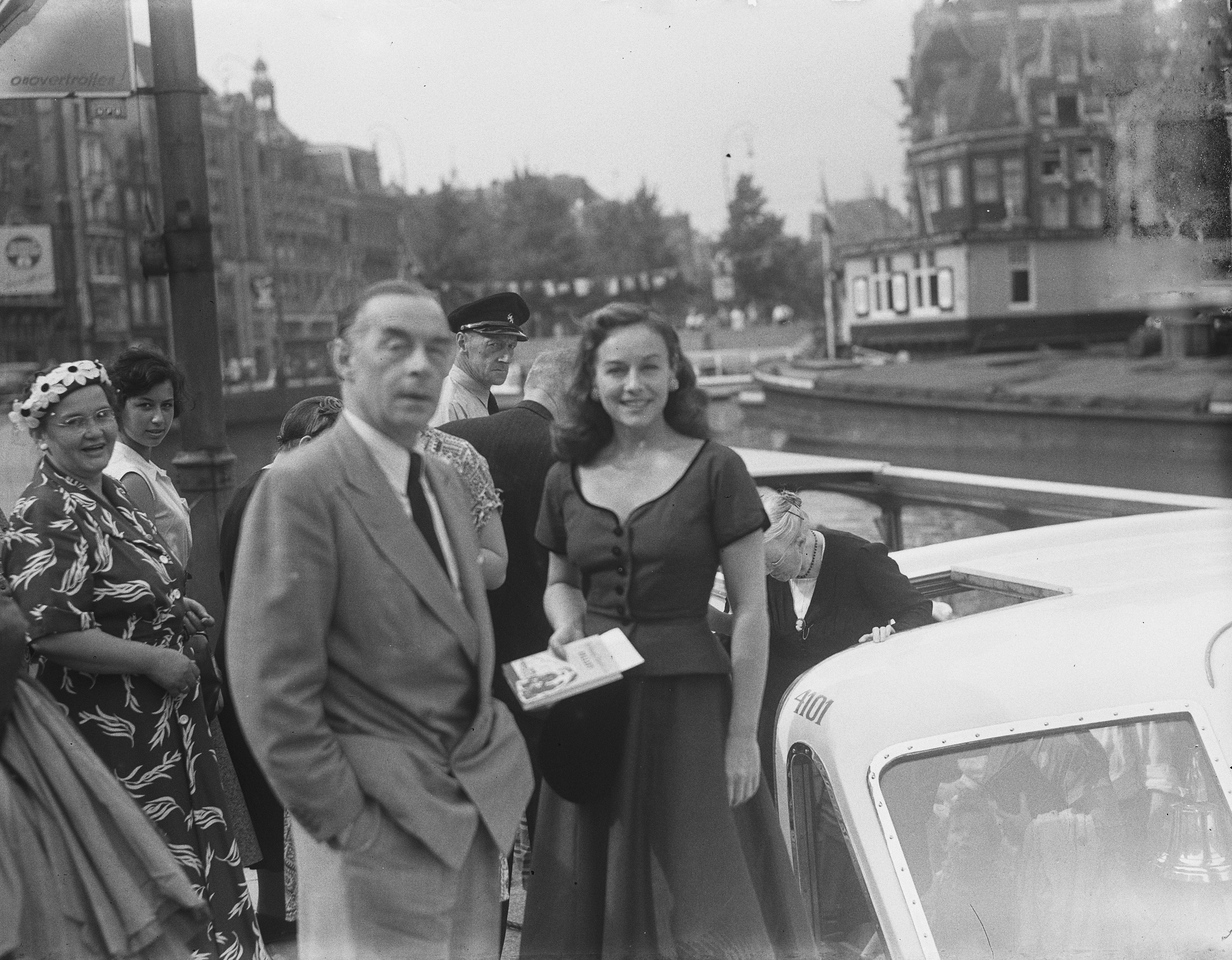
Goddard mit Erich Maria Remarque, 1952

### Frühes Leben
Die Angaben über Goddards Geburtsdatum variieren. Sie selbst gab lange das Geburtsjahr 1915 an, das aber heute als sicher widerlegt gilt. Claire Trevor, die mit Goddard zur Schule ging, meinte, diese sei 1909 geboren. Allgemein wird heute am häufigsten das Geburtsjahr 1910 angenommen. Sie hatte schon in ihrer Kindheit Aufträge als Fotomodell und soll im Alter von erst 13 Jahren am Broadway bei den Ziegfeld Follies von Florenz Ziegfeld Jr. debütiert haben. 1927 heiratete sie Edgar James. Die Ehe hielt aber nur viereinhalb Jahre und wurde im Januar 1932 geschieden.

### Die Filmkarriere
Bereits ab 1929 hatte Goddard erste Filme gedreht und zog nach Trennung von Jones nach Hollywood. Ihre Anfänge beim Film waren bescheiden und sie kam lange Zeit nicht über Statistenauftritte oder kleine Nebenrollen hinaus. So hatte sie kleine Auftritte in mehreren Komödien des Produzenten Hal Roach, darunter bei dem Komikerduo Laurel und Hardy. In den Schlagzeilen der Presse tauchte sie ab 1932 jedoch öfter auf, da sie eine Beziehung mit Charlie Chaplin einging. Chaplin finanzierte ihr auch Schauspielunterricht und gab ihr schließlich die weibliche Hauptrolle in seiner Filmkomödie Moderne Zeiten. Der Film, in dem sie als armes Waisenmädchen gemeinsam mit Chaplins Tramp um das Überleben kämpft, kam ab Februar 1936 in den Verleih und machte Goddard erstmals einem größeren Publikum bekannt. Ebenfalls 1936 heirateten Chaplin und Goddard, ließen sich jedoch 1942 wieder scheiden.
Da Chaplin sich für seine Produktionen immer einige Jahre Zeit ließ, arbeitete Goddard bewusst auch mit anderen Filmschaffenden, um sich beim Publikum als Leading Lady etablieren zu können. 1938 hatte sie eine größere Nebenrolle in der starbesetzten Komödie Gauner mit Herz von Produzent David O. Selznick. Kurz darauf war sie neben Joan Bennett eine der aussichtsreichsten Anwärterinnen auf die Rolle der Scarlett O’Hara in der Selznick-Produktion Vom Winde verweht, ehe Vivien Leigh aus Großbritannien kam und Selznick überzeugen konnte. Gegen Goddard sprach aber auch, dass in der amerikanischen Öffentlichkeit damals das Gerücht vorherrschte, ihre Ehe mit Chaplin sei rechtlich unzulässig, und sie bei moralisch konservativeren Filmzuschauern daher umstritten war.
1939 war Goddard zunächst als Teil einer ausschließlich weiblichen Besetzung in Die Frauen von George Cukor zu sehen. Ab demselben Jahr stand Goddard unter Vertrag bei Paramount, wo sie rasch zum Star wurde, vor allem dank der Horrorkomödien Erbschaft um Mitternacht und The Ghost Breakers, in denen sie jeweils an der Seite von Bob Hope die weibliche Hauptrolle hatte. Ebenfalls 1940 kam ihre zweite Zusammenarbeit mit Chaplin in die Kinos, Der große Diktator zeigte sie in der Rolle der jüdischen Ghettobewohnerin Hannah. Chaplin schrieb ein weiteres Drehbuch für sich und Goddard, der Film kam aber aufgrund der Scheidung 1942 nicht mehr zustande. Jahrzehnte später machte Chaplin aus dem Drehbuch seinen letzten Film Die Gräfin von Hongkong, mit Sophia Loren in der ursprünglich für Goddard vorgesehenen Rolle.
Bei Paramount wurde in den 1940er-Jahren Goddards Talent für leichte Komödien oft und gerne genutzt. Anfangs bekam sie jedoch oft Rollen, die von etablierten Stars wie Barbara Stanwyck, Madeleine Carroll oder Claudette Colbert abgelehnt worden waren. Mit einer Nebenrolle in dem Drama Das goldene Tor von Mitchell Leisen konnte sie 1941 ihr dramatisches Talent unter Beweis stellen. Ihre Karriere erreichte um Mitte der 1940er Jahre den Höhepunkt. 1943 hatte sie mit Mutige Frauen an der Seite von Claudette Colbert und Veronica Lake einen großen kommerziellen Erfolg. Bei der Oscarverleihung 1944 wurde sie für Mutige Frauen für den Oscar als Beste Nebendarstellerin nominiert. Das Kriegsdrama schildert die schrecklichen Ereignisse, die eine Gruppe Rotkreuzschwestern nach dem Fall von Bataan auf dem Todesmarsch von Bataan und in der anschließenden japanischen Kriegsgefangenschaft erleiden mussten.
Eine ihrer bekanntesten Rollen hatte sie 1945 unter der Regie von Mitchell Leisen in Eine Lady mit Vergangenheit, in der sie erneut an der Seite von Ray Milland auftrat. Im darauffolgenden Jahr spielte sie unter Jean Renoir in dem historischen Drama Tagebuch einer Kammerzofe. Der Star-Regisseur Cecil B. DeMille setzte Goddard im Laufe ihrer Karriere in drei seiner Filme ein: Die scharlachroten Reiter, Piraten im karibischen Meer und Die Unbesiegten, dabei in ersterem und letzterem Film als Partnerin von Gary Cooper. Besonders der Film Die Unbesiegten aus dem Jahr 1947 wurde populär, bei dem Goddard so viele Abenteuer zu bestehen hatte, dass er scherzhaft The Perils of Paulette (dt.: Die Gefahren von Paulette) genannt wurde. Gegen Ende der 1940er-Jahre hatten ihre Filme deutlich weniger kommerziellen Erfolg. In der folgenden Dekade stockte ihre Filmkarriere zunehmend und sie drehte zum Teil B-Movies, woraufhin sie sich aus dem Filmgeschäft zurückzuziehen begann.
Ihre letzte Kino-Hauptrolle hatte sie 1954 in dem britischen Film A Stranger Came Home unter Regie von Terence Fisher, in den darauffolgenden Jahren war sie nur in einigen Fernsehproduktionen zu sehen. 1964 drehte sie in Italien ihren letzten Film, Die Gleichgültigen, in dem sie in einer Nebenrolle die Mutter von Claudia Cardinales Figur darstellte. 1972 war sie in der Fernsehserie The Snoop Sisters neben Helen Hayes und Mildred Natwick letztmals als Schauspielerin zu sehen. An Goddard erinnert seit 1960 ein Stern auf dem Hollywood Walk of Fame in der Kategorie Film.

### Weiteres Leben und Privates

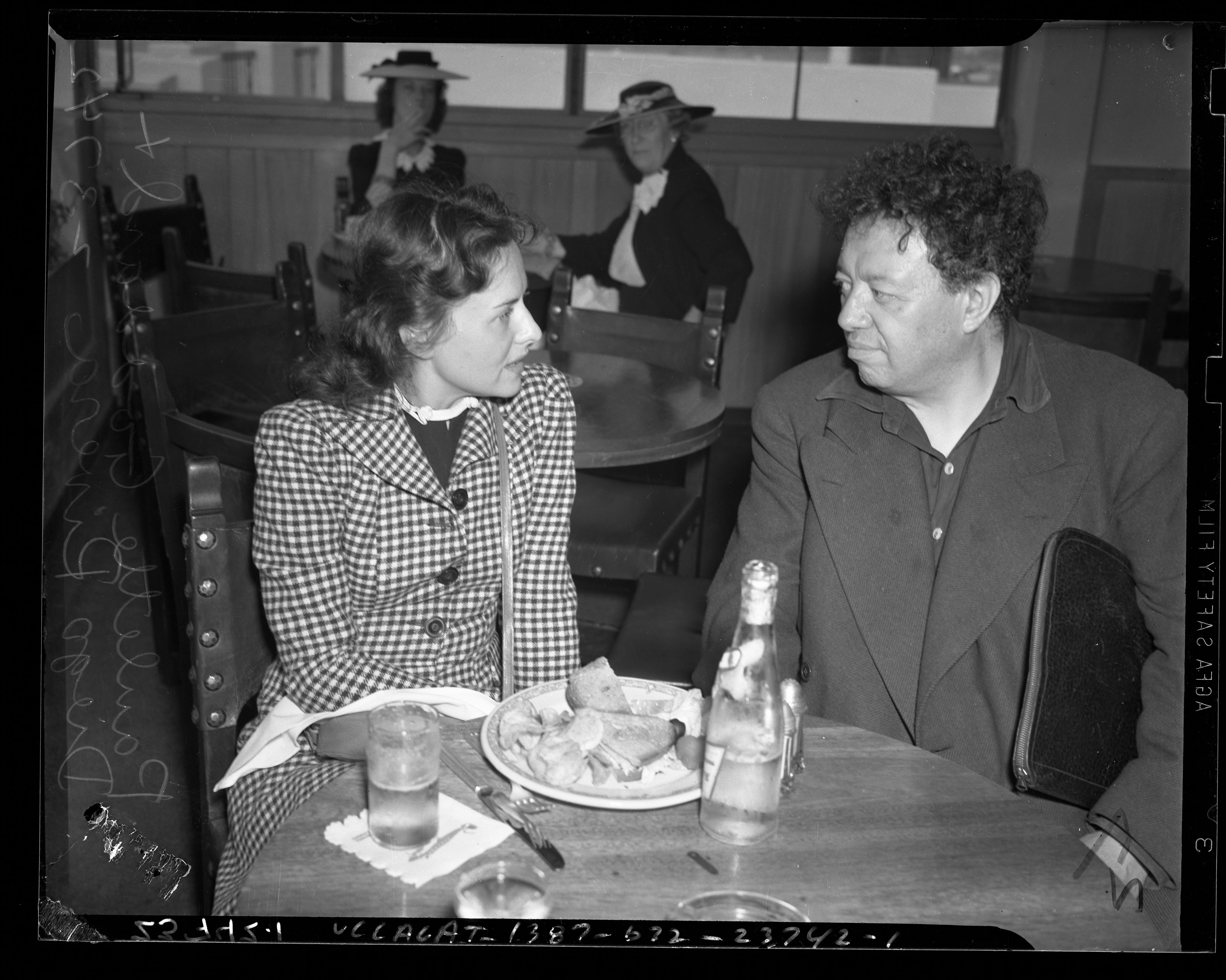
Goddard mit Diego Rivera, um 1940

Nach den Scheidungen von James und Chaplin schloss Goddard im Jahr 1944 ihre dritte Ehe mit ihrem Schauspielkollegen Burgess Meredith. 1949 erfolgte die Scheidung. 1958 heiratete Goddard nach längerer Beziehung in vierter Ehe den deutschen Schriftsteller Erich Maria Remarque. Sie zog mit ihm in die Casa Monte Tabor in Porto Ronco, wo sie auch nach Remarques Tod 1970 bis an ihr Lebensende wohnen blieb. Wie ihre vorigen Ehen blieb auch die Ehe mit Remarque kinderlos.

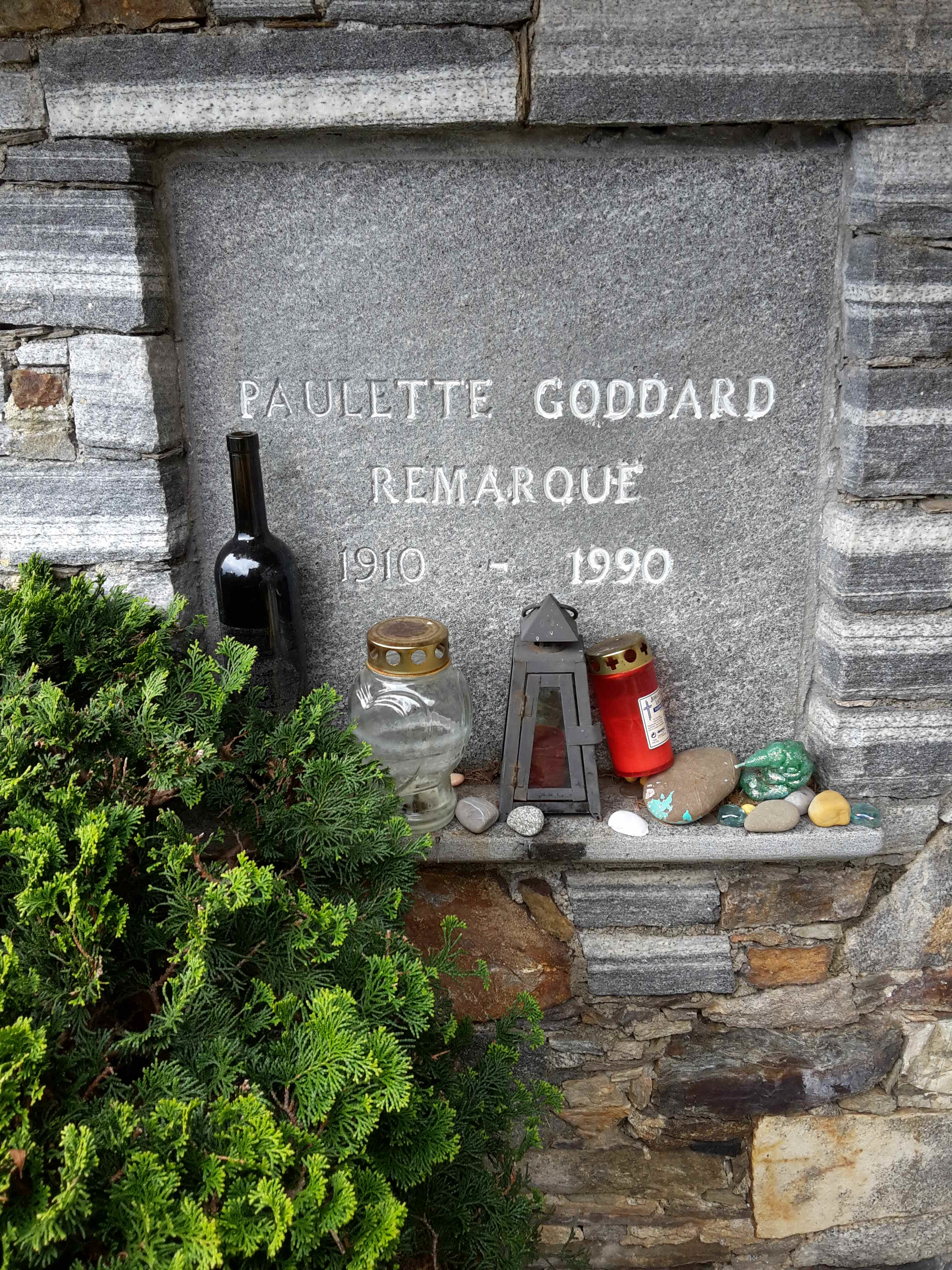
Goddards Grab in der Schweiz

Goddard war bekannt für ihr Talent in finanziellen Dingen und sammelte zeit ihres Lebens Juwelen und Antiquitäten. Ab 1977 verkaufte sie nach und nach Remarques umfangreiche Kunstsammlung. In den 1980er-Jahren schloss sie enge Bekanntschaft mit Andy Warhol, eine gemeinsam geplante Biografie Goddards mit Enthüllungen über das alte Hollywood wurde aber nie vollendet. Am 23. April 1990 starb sie an Herzversagen, wahrscheinlich im Alter von 79 Jahren. Sie wurde auf dem Friedhof von Ronco sopra Ascona direkt neben Remarque beigesetzt. In ihrem Testament vermachte Goddard 20 Millionen Dollar der New York University.

## Filmografie (Auswahl)
- 1929: In einem Bett (Berth Marks)
- 1930: Whoopee!

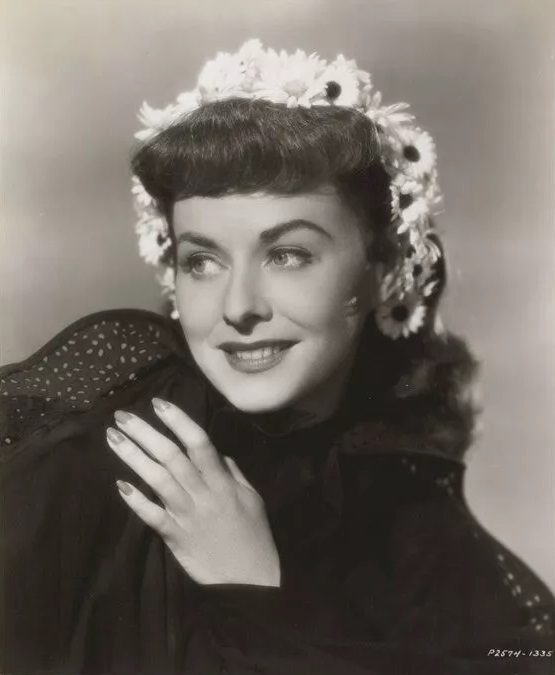
Paulette Goddard (1948)

- 1931: Straßen der Weltstadt (City Streets)
- 1932: Der falsche Torero (The Kid from Spain)
- 1932: Die Teufelsbrüder (Pack Up Your Troubles)
- 1933: Skandal in Rom (Roman Scandals)
- 1936: Moderne Zeiten (Modern Times)
- 1938: Gauner mit Herz (The Young in Heart)
- 1938: Dramatic School
- 1939: Die Frauen (The Women)
- 1939: Erbschaft um Mitternacht (The Cat and the Canary)
- 1940: The Ghost Breakers
- 1940: Der große Diktator (The Great Dictator)
- 1940: Die scharlachroten Reiter (North West Mounted Police)
- 1940: Swing-Romanze (Second Chorus)
- 1941: Nothing but the Truth
- 1941: Pot o’ Gold
- 1941: Das goldene Tor (Hold Back the Dawn)
- 1942: Piraten im karibischen Meer (Reap the Wild Wind)
- 1942: Lodernde Flammen (The Forest Rangers)
- 1942: Star Spangled Rhythm
- 1943: The Crystal Ball
- 1943: Mutige Frauen (So Proudly We Hail!)
- 1944: Stehplatz im Bett (Standing Room Only)
- 1944: I Love a Soldier
- 1945: Eine Lady mit Vergangenheit (Kitty)
- 1946: Tagebuch einer Kammerzofe (The Diary of a Chambermaid)
- 1947: Die widerspenstige Gattin (Suddenly, It’s Spring)
- 1947: Mädchen für Hollywood (Variety Girl) (Cameo-Auftritt)
- 1947: Die Unbesiegten (Unconquered)
- 1947: Ein idealer Gatte (An Ideal Husband)
- 1948: Hazard
- 1949: Anna Lucasta
- 1950: Rebellen der schwarzen Berge (The Torch)
- 1952: Babes in Bagdad
- 1953: Sittenpolizei (Vice Squad)
- 1953: Paris Model
- 1954: Das Zigeunermädchen von Sebastopol (Charge of the Lancers)
- 1954: A Stranger Came Home
- 1954: Sherlock Holmes (Fernsehserie, Folge The Case of Lady Beryl)
- 1964: Die Gleichgültigen (Gli indifferenti)
- 1972: Die Schnüffelschwestern (The Snoope Sisters; Fernsehserie, Folge The Female Instinct)